# Марія Кресценція Гесс
Марія Кресценція Гесс (нім. Maria Crescentia Höss, 20 жовтня 1682, Кауфбойрен — 5 квітня 1744, там же) — настоятелька монастиря Кауфбойрен, свята римо-католицької церкви. 

## Життєпис

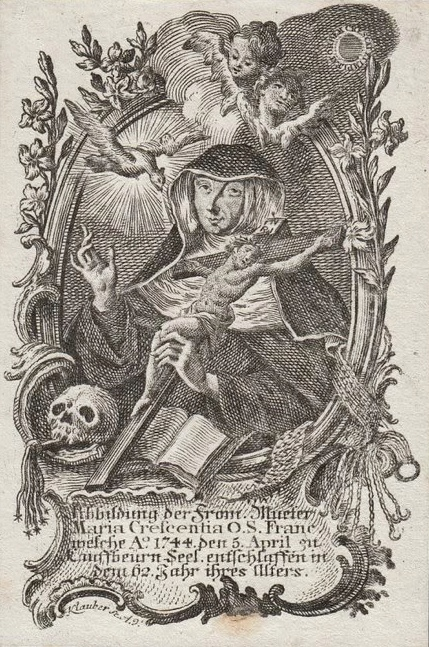
Св. Кресценція Гесс, гравюра Клаубера-Штіха, близько 1790 року

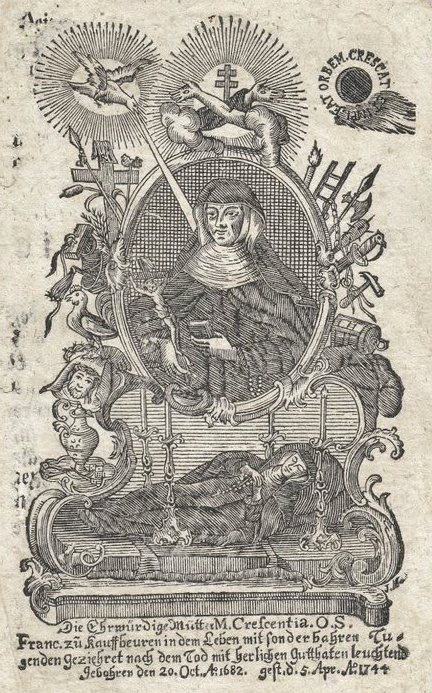
Св. Кресценція Гесс, гравюра близько 1750 року

Марія Кресценція Гесс народилася 20 жовтня 1682 року на вулиці Ной Ґассе 15 а в Кауфбойрені у сім'ї ткача Матіаса Гесса і його дружини Луції, отримавши при хрещенні ім'я Анна. Оскільки її родина була бідною і не могла зібрати необхідне придане, Анні вдалося вступити в монастир Кауфбойрена лише за допомогою протестантського мера. Після суворих вправлянь у послусі, які вона охоче виконувала, Кресценція, як її називали після прийняття до ордену, перейняла на себе важливі завдання у монастирі і була обрана настоятелькою у 1741 році. Вона очолювала громаду енергійно та розсудливо. 
Зі смертю Кресценції Гесс 5 квітня 1744 року у великодню неділю почався постійний потік паломників, який надовго зробив Кауфбойрен центром релігійного життя у Швабії і далеко за її межами. У деякі роки до могили сестри Кресценції, яку почитали як святу, приходило молитися до 70 000 людей. Тисячі вотивних предметів свідчать про довіру паломників, які сподівалися на допомогу чи отримували допомогу через заступництво Кресценції. ЇЇ беатифікація 7 жовтня 1900 року була причиною великої радості для багатьох віруючих. ЇЇ канонізація 25 листопада 2001 року є підтвердженням постійного почитання до неї у всій світовій церкві. 

### Вона завжди була веселою і щасливою. . .
Будучи настоятелькою, Кресценція старанно ставилася до дотримання правил ордену, застосовуючи до себе найсуворіші стандарти. Однак для неї так само було важливим розуміння співпраці в спільноті. Радість і щастя повинні панувати в монастирі. Основою її благочестя було узгодження із волею Божою. 
Кресценція також мала значне економічне розуміння. Вона керувала монастирем настільки успішно, що його матеріальне існування було забезпечене надовго і монастир ще міг зекономити гроші на соціальні завдання сестер. Кресценція була сильною і розумною жінкою, яка послужила зразком для наслідування для багатьох людей і чия репутація швидко поширювалася. 

### Розумна порадниця
Багато людей зблизька й здалеку приходили за її порадою. Вони цінували її критичне мислення і чітке уявлення про суть справи, а також її надзвичайну здатність співпереживати зі співрозмовником. Окрім особистих бесід, «в яких вона могла сказати правду краще, ніж сповідниця», як стверджував курфюрст Клеменс Авґуст, вона була в письмовому контакті з багатьма важливими особистостями свого часу, включаючи понад 70 курфюрстів. До них належала і баварська ерцгерцогиня Марія Амалія, курфюрст Клеменс Авґуст Кельнський або принц ігумен Кемптена. 

## Шлях до канонізації
Францисканка з Кауфбойрена Марія Кресценція Гесс — перша німецька свята XXI століття. Завдяки її канонізації 25 листопада 2001 року в Римі її рекомендують всій католицькій церкві як зразок для наслідування та як покровительку. 
Проте процес канонізації тривав довго. Відразу після її смерті 5 квітня 1744 року розпочалося паломництво до її могили у францисканській церкві в Кауфбойрені. У монастирському літописі щорічно повідомляється про 60–70 000 паломників. Процес беатифікації був відкритий ще в 1775 році. Однак він тривав дуже довго через плутанину секуляризації. Лише 7 жовтня 1900 року папа Лев XIII проголосив Кресценцію із Кауфбойрена блаженною. 
Численні відповіді на молитву і невпинний потік віруючих спонукали монастир та єпархію до канонізації блаженної. У середу 10 червня 1998 року єпархіальний єпископ Віктор Йозеф Даммерц відкрив канонічний процес для канонізації, який підготували віцепостулятор Карл Пернбахер із Заксенріда та постулат Андреа Амбросі з Риму. 
Метою дослідження було вивчити відповідь на молитву за дівчину, яка після нещасного випадку в басейні у червні 1986 року, під час якого вона перебувала під водою 35-45 хвилин, змогла бути реанімованою і повністю виздоровіла. Родичі переконані, що зцілення відбулося завдяки заступництві святої Кресценції. Після ретельного обстеження комісія із п'яти медичних експертів визначив, що це вилікування неможливо пояснити сучасним станом медичної науки. 
7 квітня 2000 року комісія із семи богословів обговорила процедуру на основі актів процесу і одноголосно досягнула того ж результату. 3 жовтня 2000 року відбулося засідання 15 кардиналів і архієпископів, членів Конгрегації в справах святих, які також одноголосно проголосували за канонізацію. 18 грудня 2000 року Папа Іван Павло II оголосив відповідний указ під час урочистої події у Ватикані. 
Марія Кресценція Гесс з Кауфбойрена була канонізована на свято Царя Христа у Римі 25 листопада 2001 року папою Іваном Павлом II. 

## Іконографія
Свята Кресценція часто зображується із розп'яттям, над яким вона роздумує як над відкритою книгою. 

## 750 років монастирю і 10 років канонізації святої Кресценції

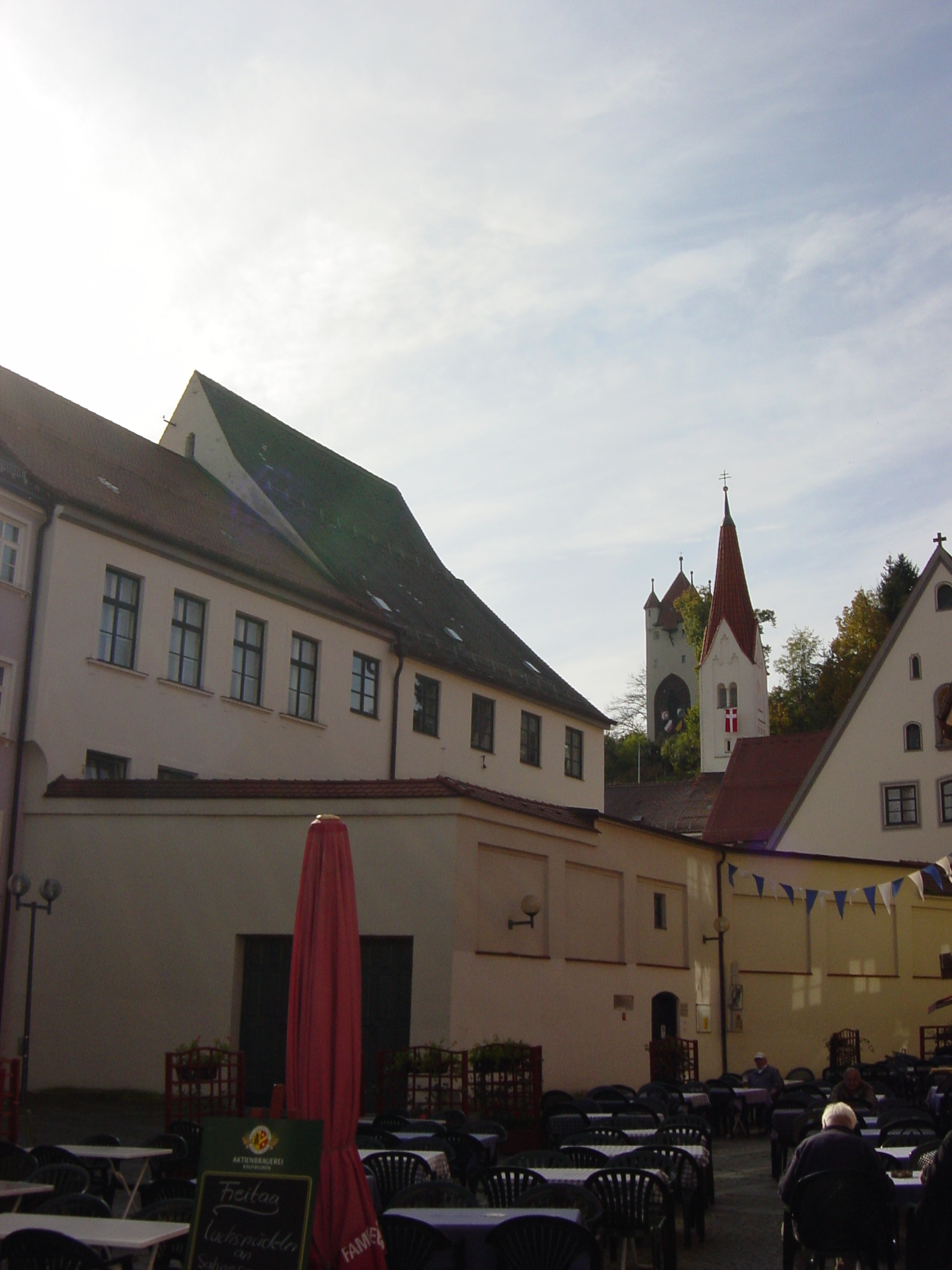
Монастир Кауфбойрен (Монастир св. Кресценції)

Кауфбойренський монастир св. Кресценції вперше згадується у 1261 році. Відтоді в цьому місці францисканки живуть і працюють у дусі святого Франциска. У 1315 році вони прийняли правило Третього ордену святого Франциска і підпорядковувались керівництву ордену францисканців. 
Після секуляризації баварійський король Людвіг I дозволив прийняття членів за умови, що сестри присвятять себе викладанню для жіночої католицької молоді Кауфбойрена. На той час у монастирі св. Кресценції проживало 48 сестер. 
Монастир св. Кресценції, всі кауфбойренські парафії і місто Кауфбойрен відзначили подвійну річницю — 750 років монастирю і 10 років канонізації святої Кресценції — у 2011 році. Паломницький маршрут Кресценція прокладений у вигляді кругового маршруту довжиною у 90 кілометрів через важливі місця із життя святої, таких як Кауфбойрен, Ірзее, Оттобойрен і Міндельгайм. 

## Дні спомину
- Католицька церква — остання неділя квітня

- 5 квітень — річниця з дня смерті святої Кресценції
- 20 жовтня — день народження святої Кресценції
- 25 листопада — річниця канонізації

## Документальний фільм
- Tine Kugler, Gerald Maas: Das Wunder von Kaufbeuren, 2002
- Georg Ried: Crescentia – Die Heilige von Kaufbeuren, 2007